# Indrija
Az indrija (szó szerint: "Indra istenhez tartozó", vagy "Indrának tetsző") szanszkrit és páli fogalom az indiai eredetű bölcseleti rendszerekben.
A hinduizmusban és a jógában a szó az érzékszervekre vonatkozik. Tíz indrija létezik, amelyeket két csoportra osztanak: az érzékelés szerveire (buddhíndriják) és a cselekvés szerveire (karméndriják).
A buddhizmusban ezzel a fogalommal több belső folyamatot jelölnek, amelyet leggyakrabban "képességnek" fordítanak, illetve szövegkörnyezettől függően "spirituális képességnek" vagy "irányító elvnek"
A buddhizmusban szövegkörnyezettől függően a következőket értik indrija alatt:
- az 5 spirituális tényező
- az 5 vagy 6 érzékelési képesség
- a 22 fenomenológiai képesség

## Az öt spirituális képesség
A páli kánon részét képező Szutta-pitakában az indriját gyakran használják az "öt spirituális képesség" (páli: panycs indrijáni) értelmében:
1. hit vagy meggyőződés (szaddhá)
2. energia vagy kitartás (vírja)
3. tudatosság vagy memória (szati)
4. koncentráció vagy összpontosítás (szamádhi)
5. bölcsesség vagy megértés (pannya).

Ez az öt képesség a hét minőség-csoport egyike, amelyet Gautama Buddha dicsért.
A Szamjutta-nikája 48.10 az egyik olyan példázat, amelyben leírják a spirituális képességeket, a következő sorrendben:
- Hit/meggyőződés - Buddha megvilágosodásában.[4]
- Energia/kitartás - kitartás a négy helyes erőfeszítésben.
- Tudatosság - a négy szatipatthánára vonatkozik.
- Elmélyülés - a négy dhjána szintre vonatkozik.
- Bölcsesség/megértés - a négy nemes igazságra vonatkozik.[5]

Az SN 48.51-ben Buddha az mondja, hogy az öt képesség közül a bölcsesség (agga) a "legfőbb".

### A spirituális képességek kiegyensúlyozása
Az AN 6.55-ban Buddha azt tanácsolja egy elbátortalanodott szerzetesnek, Szonának, hogy úgy "hangolja be" a spirituális képességeit, mint egy hangszert:
"... what do you think: when the strings of your [lute] were neither too taut nor too loose, but tuned to be right on pitch, was your [lute] in tune & playable?"
"Igen, tiszteletreméltó úr."
"Ugyanígy, Szona, a túlzott erőfeszítés nyughatatlansághoz vezet, a lagymatag erőfeszítés lustasághoz vezet. Ezért meg kell határoznod a kitartásod megfelelő mértékét, be kell állítani a képességeket és úgy megválasztani a témádat."
Ehhez kapcsolódóan a Viszuddhimagga és más poszt-kanonikus szövegmagyarázatok figyelmeztet, hogy egy spirituális képesség ne kerekedjen felül a többi négyen, ezért általában azt tanácsolja, hogy át kell alakítani az eltúlzott képességet az elemző állapotokkal (lásd dhamma-vicsaja) vagy a nyugalom kifejlesztésével (szamatha).  Ezenfelül a szövegmagyarázatok azt tanácsolják, hogy az öt spirituális képességet egymást kiegyensúlyozó párok segítségével fejlesszük:
- "Mert, akinek erős a hite de gyenge a megértése, az kritikusság nélkül bízik és alaptalanul.  Aki erős a megértésben, de gyenge a hite, annak hibázik a ravaszsága, mint aki az orvosság miatt betegedik meg. A kettő kiegyensúlyozásával, az illetőnek csupán akkor lesz önbizalma, amikor van rá alapja." (Vism. IV. fejezet, §47, ¶1)
- "... A semmittevés legyőzi azt, aki erős a koncentrációban, de gyenge az energiája, mivel a koncentráció a semmittevést részesíti előnyben. Az agitáció legyőzi azt, akinek sok az energiája, de gyenge a koncentrálóereje, mivel az energia az agitációt részesíti előnyben. De ha a koncentráció energiával párosul, akkor nincs átmozdulás se semmittevésbe, se agitációba. Tehát ezt a kettőt ki kell egyensúlyozni." (Vism. IV. fejezet, §47, ¶2)
- "... Aki a koncentráció javításán dolgozik, annak erős hitre van szüksége, mert csak az ilyen hit és az önbizalom által érhető el a teljes megértés." (Vism. IV. fejezet, §48)
- "... Ezután van a koncentráció és a megértés kiegyensúlyozása.  Aki a koncentráció megerősítésén dolgozik, annak szüksége van erős egyesítésre, mert így fogja elérni a teljes megértést; aki a belátáson dolgozik, annak szüksége van erős megértésre, mert így megértheti a létezés három jellemzőjét; de csak a kettő összehangolásával érhető el a teljes megértés." (Vism. IV. fejezet, §48)

Buddhagósza a következőket tette hozzá:
- "Azonban erős tudatosságra van szükség mindegyik esetben; mert a tudatosság megóvja a tudatot, hogy a hiten, energián és megértésen át agitációba essen, ugyanis ezek az agitációt részesítik előnyben, vagy, hogy a tudat semmittevésbe essen, mert a koncentráció a semmittevést részesíti előnyben." (Vism. IV. fejezet, §49).[10]

Az SN 48.43-ban Buddha azt mondja, hogy az öt spirituális képesség megfelel az öt erősségenk.

## Az öt anyagi képesség vagy a hat érzékszervi képesség
A Szutta-pitakában hat érzékszervi képesség szerepel a hat érzékelési alaphoz hasonlóan. Ezek a képességek az öt érzékszerv és a "tudat" vagy "gondolat".
1. látás (csakkh-indrija)
2. hallás (szot-indrija)
3. szaglás (ghán-indrija)
4. ízlelés  (dzsivh-indrija)
5. érintés (káj-indrija)
6. gondolat (man-indrija)

Az első ötöt úgy is nevezik, hogy az öt anyagi képesség (például: panycsannam indrijánam avakanti).

## 22 fenomenológiai képesség
Az Abhidhamma-pitakában az indrija fogalma kibővül huszonkét "fenomenológiai képességre" vagy "ellenőrző erőre" (páli: bávíszati indrijáni), amelyek a következők:
- a hat érzékszervi képesség

1. szem/látás képessége (csakkh-indrija)
2. fül/hallás képessége (szot-indrija)
3. orr/szaglás képessége (ghán-indrija)
4. nyelv/ízlelés képessége (jivh-indrija)
5. test/tapintás képessége (káj-indrija)
6. tudat képessége (man-indrija)

- három fizikai képesség

1. női nem (itth-indrija)
2. férfi nem (purisz-indrija)
3. élet vagy életerő (dzsívit-indrija)

- az öt érzés képesség[14]

1. fizikális öröm (szukh-indrija)
2. fizikális fájdalom (dukkh-indrija)
3. mentális öröm (szomanasza-indrija)
4. mentális fájdalom (domanassz-indrija)
5. egykedvűség (upekhha-indrija)

- az öt spirituális képesség

1. hit (szaddh-indrija)
2. energia (viríj-indrija)
3. tudatosság (szat-indrija)
4. koncentráció (szamádhi-indrija)
5. bölcsesség (panny-indrija)

- három végső-tudás képesség

1. az gondolni, hogy "meg fogom ismerni az ismeretlent" (anannyáta-nyasszámít-indrija)
2. gnozis (anny-indrija)
3. az, aki tud (annyátá-vindrija)